# Ruth Ndoumbe
Ruth Ndoumbe (* 1. Januar 1987) ist eine spanische Dreispringerin.
Bei den Leichtathletik-Europameisterschaften 2014 in Zürich wurde sie Vierte.
2015 schied sie bei den Leichtathletik-Halleneuropameisterschaften in Prag in der Qualifikation aus.

## Persönliche Bestleistungen
- Dreisprung: 14,15 m, 26. Juli 2014, Alcobendas
  - Halle: 13,85 m, 21. Februar 2015, Antequera